# Kia Soul
O Soul é um crossover de porte compacto apresentado pela Kia Motors sob forma conceitual no NAIAS 2006 e tendo alcançado a produção em série dois anos depois. O Kia Soul é um carro compacto projetado pelo centro de design californiano da Kia, revelado no Paris Motor Show 2008, fabricado na Coreia do Sul e comercializados globalmente começando em 2010. Nos Estados Unidos, a Kia vendeu 67.000 carros no mercado em 2010, em 2011 foram 102 mil, seguindo por 116 mil em 2012. Eles já venderam 52.000 veículos em os EUA durante os primeiros cinco meses de 2013. No Canada, a Kia vendeu 9.900, 11.600 e 7.600, em 2010 e 2012, respectivamente, com 2.800 vendidos em 2013 a partir de dados de vendas de maio. No Brasil o Kia Soul se encontra com um motor flex 1.6 Litros de 128 Cavalos abastecido com etanol e 122 com gasolina, com torque de 16,5 kgfm no álcool e 16 kgfm na gasolina. De acordo com o site Carros na WEB o modelo acelera de 0 a 100 km/h em 11,2 segundos. Atualmente a Kia do Brasil tem o Soul a venda pelo preço inicial de R$ 63.900 reais e pode chegar aos R$69.900 reais completo (dados do próprio site da Kia no ano de 2014 porêm com os modelos de 2012).

## Versão 2012
A versão 2012 foi apresentada no Salão de Nova York. O modelo teve várias modificações no visual e recebeu um motor 1.6 litros de 135 cavalos de potência. Com essas alterações o veículo é 11% mais potente que a versão anterior e mais eficiente no consumo de combustível. A Kia fez a versão Soul Flex que usa álcool e gasolina.

## Galeria
- Primeira geração (2008-2013)
- Segunda geração (2013-2019)
- Terceira geração (2019-presente)